# Pointe de l'Observatoire
La pointe de l'Observatoire est un sommet des Alpes situé dans le massif de la Vanoise, en Savoie culminant à 3 016 m. En saison hivernale et estivale, c'est un sommet fréquenté car offrant de nombreux itinéraires d'escalade, de randonnée/grande randonnée et de ski ainsi qu'un belvédère réputé de la Vanoise.

## Géographie
Le pointe de l'Observatoire est située sur la crête séparant la vallée de la Tarentaise et la vallée de la Maurienne. À l'ouest, se trouve le col d'Aussois, lieu de passage entre les deux vallées. La face ouest et sud-ouest est abrupte alors que le versant sud-est ne devient rocheux qu'à proximité du sommet.
Les roches de la pointe de l'Observatoire datent du Permien, dernière période du Paléozoïque. Les rochers assez compacts sont constitués de gneiss, de calcaire et accessoirement de schiste.

## Premières ascensions
- 1er septembre 2004 - face ouest (voie Trop belle pour toi) par J.-P. Grasso, P. Hanrard et D. Eynard.
- 3 septembre 2004 - face sud-ouest (voie La voie lactée) par P. Hanrard et T. Lombard.

## Activités

### Alpinisme
- Arête ouest : AD+.
- Face sud-ouest (voie La voie lactée) : TD-.
- Face ouest (voie Trop belle pour toi) : D.

### Randonnée
Le tour des Glaciers de la Vanoise, sentier de grande randonnée, passe au col d'Aussois à proximité du sommet de la pointe de l'Observatoire.
Les itinéraires d'ascension de la pointe de l'Observatoire empruntent les deux versants :
- par l'alpage de Ritort et le col d'Aussois ;
- versant sud-est, par le Fond d'Aussois.

### Ski de randonnée

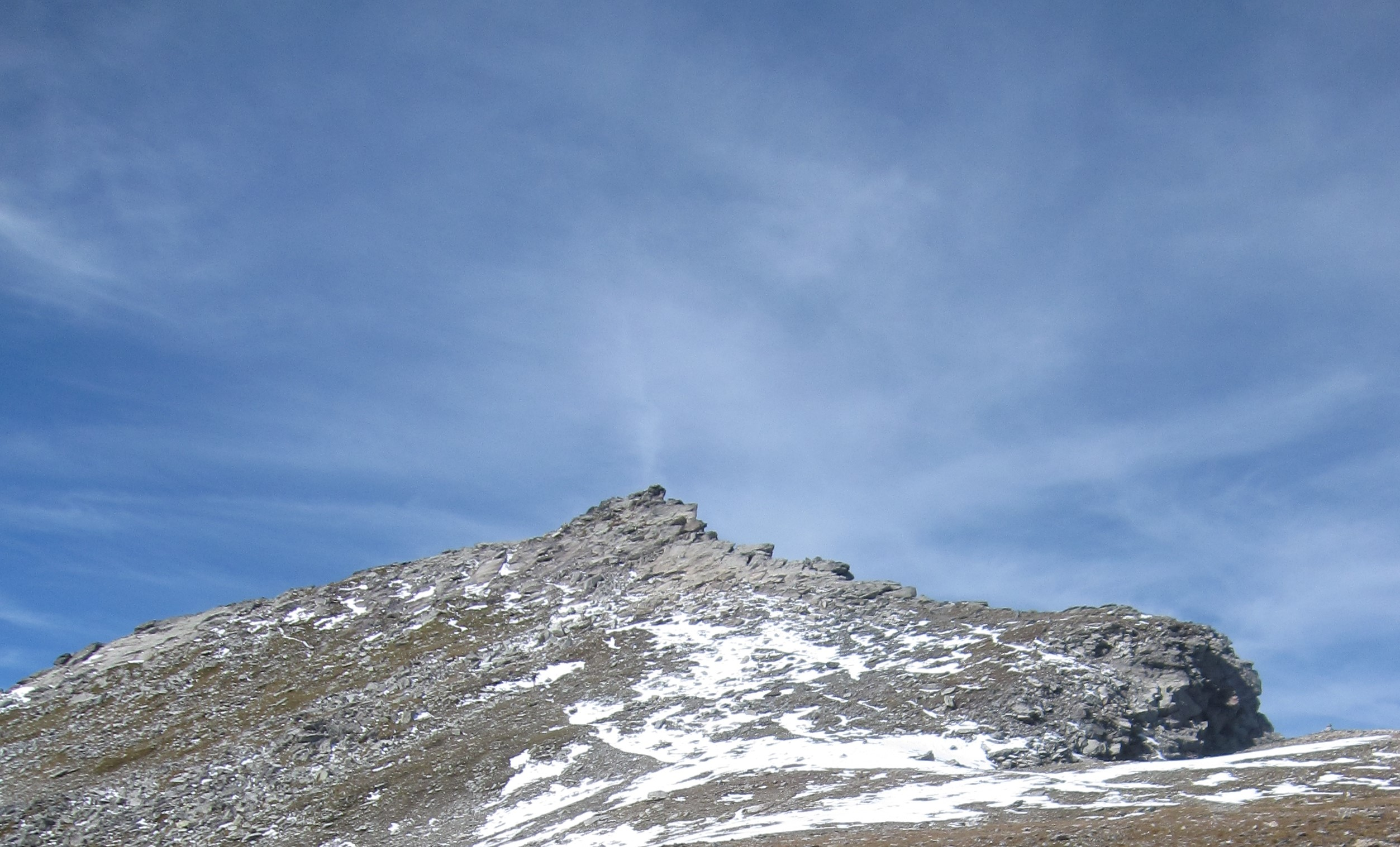
Versant sud-est de la pointe de l'Observatoire.

En saison hivernale, la pointe de l'Observatoire est prisée des amateurs de ski de randonnée et de hors-piste.
Ils empruntent les itinéraires suivants :
- versant nord-ouest par l'alpage de Ritort et le col d'Aussois ;
- versant sud-est, par le Fond d'Aussois.

## Accès
- Refuge de Péclet-Polset (2 474 m).
- Refuge du Fond d'Aussois (2 324 m).
- Refuge du Roc de la Pêche (1 911 m).
- Pralognan Les Prioux.